# Chapelle Sainte-Anne de Saint-Nolff
La chapelle Sainte-Anne est située  place du Calvaire à Saint-Nolff dans le Morbihan, à proximité de l'église saint-Mayeul. 

## Historique
La chapelle Sainte-Anne a été construite en 1493 par Olivier de Gourvinec. Dans les meneaux des fenêtres et sur les vitraux, la présence de fleurs de lys est remarquable.
La chapelle fait l’objet d’une inscription au titre des monuments historiques depuis le 27 novembre 1968.

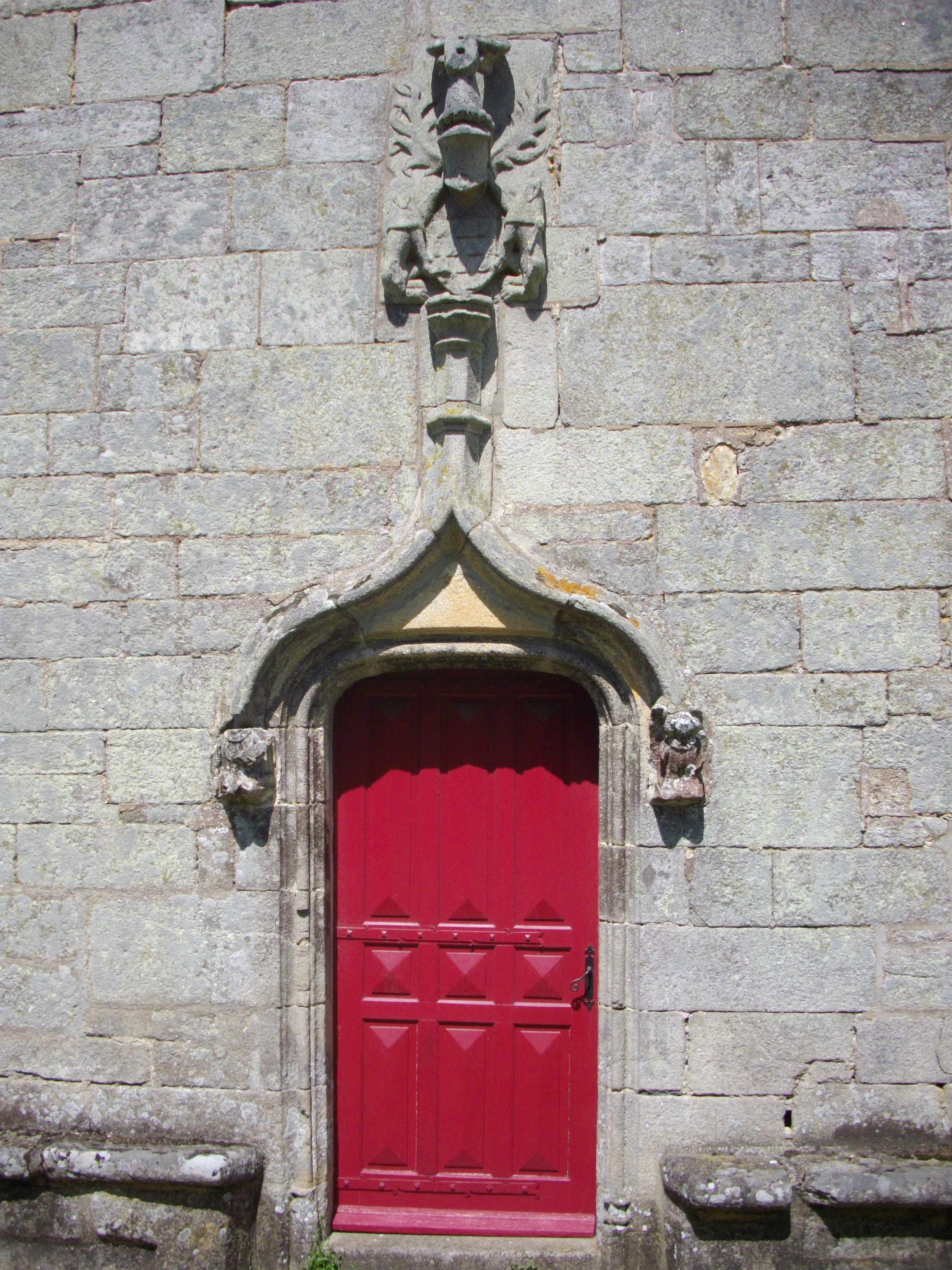
La porte sud.
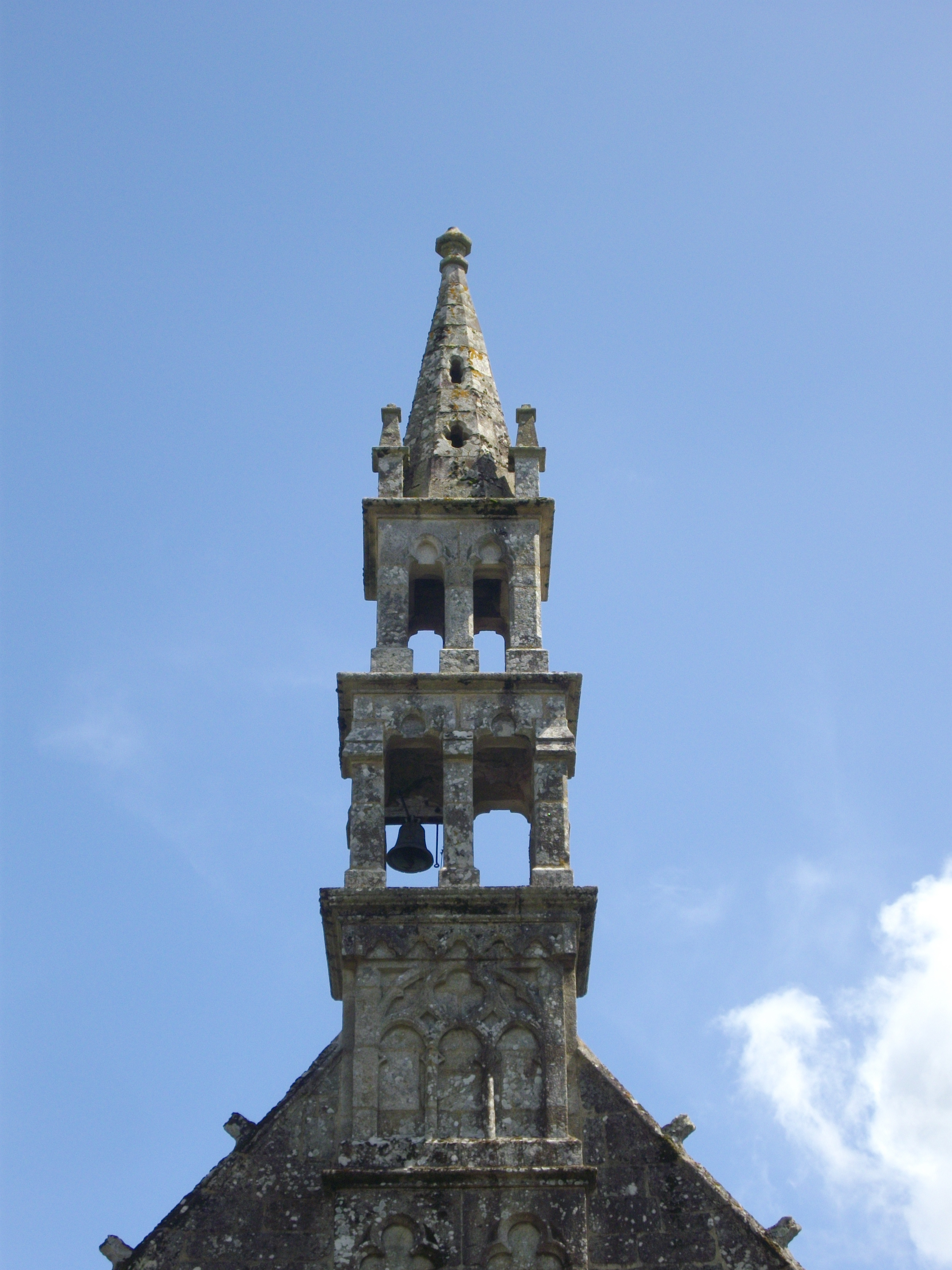
Le clocheton.